# Vojislav Koštunica
Vojislav Koštunica (Belgrád, 1944. március 24. –) szerb politikus. Szerbia korábbi miniszterelnöke és a Szerbiai Demokrata Párt (DDS) elnöke. 2000 és 2003 között ő volt a Jugoszláv Szövetségi Köztársaság utolsó elnöke, Slobodan Milošević utódja. 2003-ban Szerbia és Montenegró államelnöke lett.

## Életpályája
Belgrádban született 1944-ben. Harmincéves korában jogi doktorátust szerzett. Ugyancsak 1974-ig asszisztens volt az egyetem jogi karán. Innen azért bocsátották el, mert agitált a titói alkotmány ellen, amely - Szerbia rovására - bőséges autonómiát adott Koszovónak.
Vojislav Koštunica  - a DSS alapítója - volt a Szerbiai Demokratikus Ellenzék (szerbül: Demokratska Opozicija Srbije, DOS) nevű koalíció elnökjelöltje a 2000. szeptember 24-én megrendezett szövetségi elnökválasztásokon. Fő ellenfele a választásokon Slobodan Milošević volt. Koštunica már az első fordulóban megszerezte a szavazatok több mint felét, de Milošević nem ismerte el vereségét. A következő hetekben tüntetések sorozata kezdődött, végül 2000. október 5-én pár százezer tüntető megdöntötte a kormány hatalmát, és ezt követően hivatalosan is elismerték Koštunica győzelmét.
A DOS koalíció megnyerte a 2000. december 23-án megrendezett rendkívüli szerbiai parlamenti választásokat, összesen 176 képviselői helyet szerezve a lehetséges 250-ből. A DSS egy miniszteri és egy kormány alelnöki tisztséget szerzett. Ugyanakkor a  párt hamarosan, 2001 augusztusában kilépett a koalícióból és a kormányból is. 2002-ben Koštunica volt a DSS jelöltje a szerbiai elnökválasztásokon, mindkét fordulóban ő kapta a legtöbb szavazatot (a második az ellenjelöltje a DOS által támogatott Miroljub Labus volt), de a szavazás az alacsony részvételi arány miatt eredménytelen lett. A megismételt szavazáson szintén Koštunica végzett az első helyen, de a szavazás ugyancsak eredménytelen lett az alacsony részvételi arány miatt. 2003 februárjában, az ország megszűnésével együtt megszűnt a jugoszláv elnöki tisztség is, amelyet addig Vojislav Koštunica töltött be.
Koštunica Szerbia miniszterelnöke volt 2004. március 3. és 2008. július 7. között. (A kormány előtt álló problémák, különösen az önálló Koszovó  kikiáltása miatt, 2008. február 17-én Koštunica kénytelen volt bejelenteni kormánya lemondását.).